# Distretto di Phen
Il distretto di Phen (in thailandese: เพ็ญ) è un distretto (amphoe) della Thailandia, situato nella provincia di Udon Thani.